# Willy Kwantes
Willy Kwantes, née le 9 mars 1956 à Koog aan de Zaan, est une coureuse cycliste néerlandaise.

## Palmarès sur route
- 1972
  - Hoek
- 1973
  - 2e du championnat des Pays-Bas sur route
- 1974
  - 1re, 2e, 3e et 6e étapes des Journées Havro-Cauchoises
  - Apeldoorn
  - 3e du championnat des Pays-Bas sur route
  - 3e des Journées Havro-Cauchoises
  - 7e de la course en ligne des championnats du monde
- 1977
  - Hoogezand

## Palmarès sur piste

### Championnats nationaux
- 1971
  - 2e de la poursuite
  - 3e de la vitesse
- 1972
  - 2e de la poursuite
  - 3e de la vitesse
- 1973
  -  Championne de la vitesse
  - 2e de la poursuite
- 1974
  - 2e de la poursuite
- 1977
  - 3e de la poursuite